# Finta Sándor (szobrász)
Finta Sándor, Alexander Finta (angolul: Alexander Finta; Túrkeve, 1881. június 12. – Los Angeles, 1958. augusztus 3.) szobrász- és éremművész.

## Életrajz
Elemi iskoláit Túrkevén végezte, ezután a család Nagyváradra költözött. A nagy szegénység miatt Sándort nagybátyjához, Finta Miklós csikóshoz adta a család csikósbojtárnak Túrkeve mellé, itt fedezte fel Herman Ottó az értelmes és ügyes Sándor gyereket, ösztöndíjat szerzett neki, hogy tanulhasson. Elvégezte a polgári iskolát, majd a kassai Első Ipariskolában gépésznek tanult, vasúttiszti iskolai képesítést is szerzett. Egy tragikusan végződő családi esemény után a szamosújvári várbörtönbe került , ahol az ekkor már Párizsban élő öccse, Finta Gergely (Zádory Oszkár) hatására fafaragással kezdett foglalkozni, s még szabadulása előtt országos hírnévre tett szert. A börtönből 1913-ban szabadult, Túrkevére költözött, itt megnősült, született egy fia. Részt vett az első világháborúban, ahol megsebesült, de a kórházban sem tétlenkedett, szobrokat faragott.
Jelentős köztéri megbízásokat kapott az első világháború után, szobrai láthatók Nyitrán, Hevesben, Kecskeméten, Csurgón és Budapesten, a Kerepesi temetőben. 1920-ban második feleségével, Kántor Kata iparművésszel Brazíliában telepedett le. Az 1922-ben megrendezett Rio de Janeiró-i világkiállítás szobrász igazgatója volt. Sikert aratott a Rio de Janeiró-ban álló Erő c. monumentális szobra. Állami megbízásra megtervezte II. Péter (Dom Pedro II), az utolsó brazil császár mauzóleumát. Brazíliai tartózkodása alatt megismerkedett az indiánok életével, s ez új témát jelentett művészetében. 1923-ban feleségével New Yorkba költözött. 1925-ben egyik emlékérmével megnyerte a New York-i Author’s Club Walt Whitman pályázatát. Feleségével létrehozta a Finta Stúdiót, rendszeresen kiállítottak New York-i tárlatokon. 1929-ben beválasztották a New York-i Művészeti Akadémia tagjai közé. Az 1930-as években több köztéri alkotását állították fel, amerikai és magyar közéleti személyiségekről, művészekről készített plaketteket. New Yorkban művészeti iskolát alapított, művészeti kritikákat írt. Mint szobrász, hamarosan a legismertebbek egyike lett, pályázatokat nyert és a kint élő magyarság egyik szellemi vezetőjeként élénk közéleti tevékenységet is folytatott. Igen sokat tett annak érdekében, hogy Kováts Mihály ezredes, az amerikai függetlenségi háború hőse Amerika-szerte ismertté váljon. 1932-ben megjelent a Herdboy of Hungary (=A kisbojtár) című ifjúsági regénye, saját illusztrációival. 1939-ben a Poe Társaság tiszteletbeli tagjává választotta. 1927-ben Hayes kardinálisról készített portréja a New York-i Metropolitan Múzeumban látható.
A második világháború idején feleségével együtt Los Angeles-be költözött, ott alkotott tovább. 1948-ban megkapta a Painters and Sculptors Club (festők és szobrászok klubja) 25 éves fennállására kiadott jubileumi aranyérmet, 1950-ben a Hors Concour kitüntetést. 1956-ban a National Academy of Political Science of America választotta tagjai közé. 1957-ben készített egy emléktáblát, vagy ha úgy tetszik cégtáblát Haraszthy Ágoston és fia tiszteletére, köztudomású, hogy Haraszty Ágoston volt a floridai "tokaji" szőlőtermesztés úttörője. A táblán puttonyos magyar szőlőszedőket és szőlővesszőket ültető amerikaiakat ábrázolt Finta, mindezek felett szőlőfürtöt tartó alak. Finta 1958-ban Los Angeles-ben halt meg szívroham következtében. Hagyatékát özvegye küldte haza a magyar állam költségén, végakaratának megfelelően a túrkevei Finta Múzeum őrzi. A túrkevei múzeumot bővíteni kellett a hagyaték elhelyezése céljából, de még így is raktározásra szorul a hagyaték egy része.

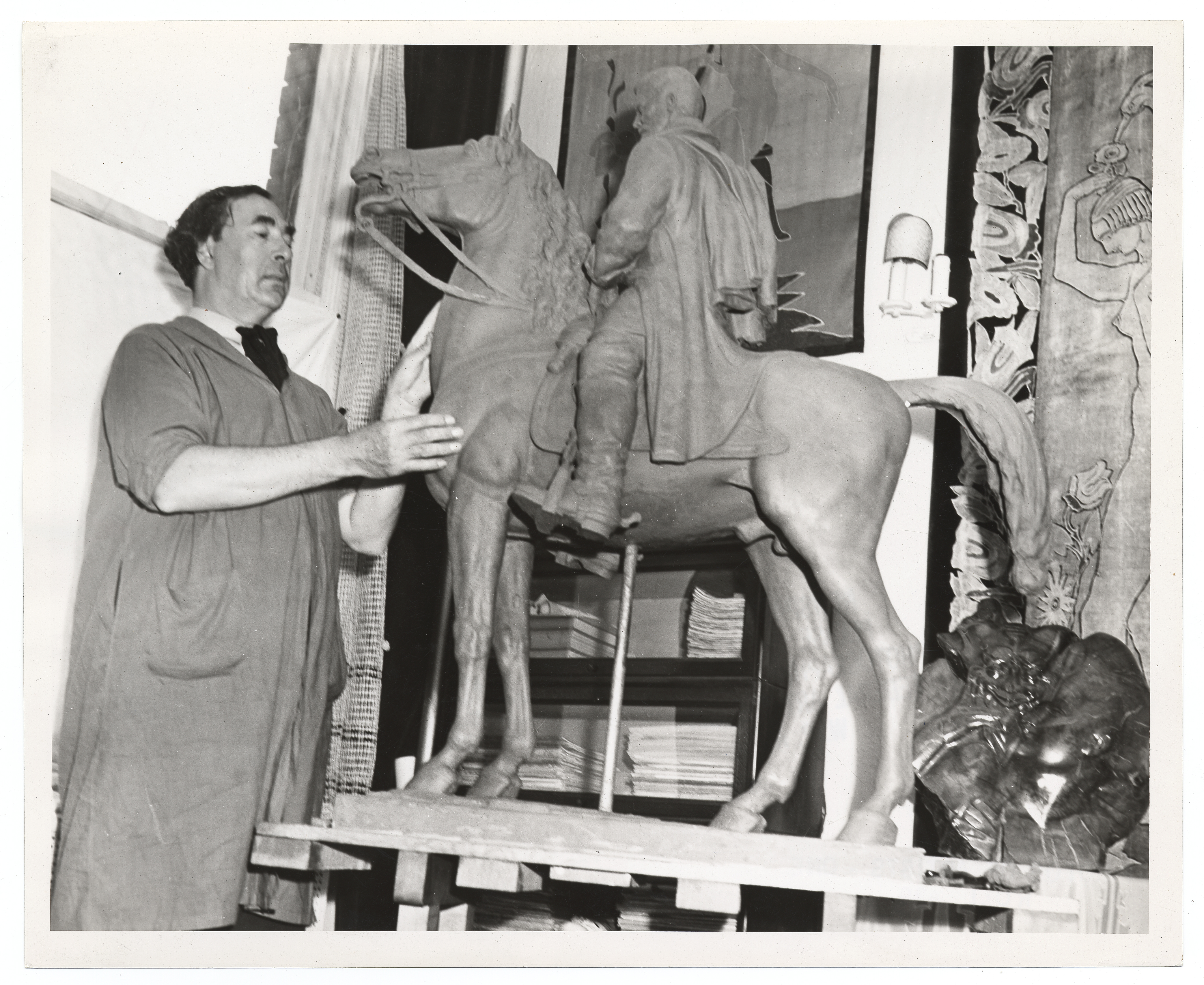
Finta Sándor műtermében az ő egyik lovas szobrával (1939)

## Egyéni kiállítások itthon
- 1962 – Finta Múzeum, Túrkeve
- 1965 – Szigligeti Színház, Szolnok
- 1967 – Finta Múzeum, Túrkeve (Finta Gergellyel, állandó kiállítás)
- 1980 – A Finta-család grafikái, Finta Múzeum, Túrkeve
- 1980 – Finta Múzeum, Túrkeve (újrarendezett állandó kiállítás)

## Válogatott csoportos kiállítások itthon
- A Százados úti művésztelep 50 éve (1965)
- Magyar Nemzeti Galéria, Budapest (1965)

## Köztéri művei (válogatás)
- Kossuth szobor(1915, Kondoros)
- Hősi emlékmű (1916, Nyitra)
- Hősi emlékmű (1917, Hatvan) Az 1917-ben felavatott katonát ábrázoló szobor volt az első az országban, amely az első világégés elhunytaira emlékezik
- Honvédszobor (1918, Pöstyén)
- Hősi emlékmű (1918, Heves)
- Hősi emlékmű (1918, Kecskemét)
- Katona József-emlékmű (1918, Kecskemét)
- Mérei Adolf síremléke (1918, Farkasréti temető)
- Petőfi-mellszobor (1930, Cleveland, Közkönyvtár, USA)
- Whitman-emléktábla (1931, Brooklyn, New York)
- Kováts Mihály ezredes emléktáblája (1940, New York)
- Kossuth-emléktábla (1949, Pittsburgh, Sheraton Hotel, USA)
- Madách-mellszobor (1950, Cleveland)
- Kossuth-emléktábla (1952, St. Louis, USA)
- Kossuth-mellszobor (1954, Los Angeles)
- Kovács Mihály-emléktábla (1955, Charleston, USA).
- A Forradalmi Karhatalmi Bizottság Emléktáblája (1957), felavatták 1996, Budapest, V. ker., Deák Ferenc u. 16-18

## Művek közgyűjteményekben
- Finta Múzeum, Túrkeve
- Metropolitan Museum, New York
- Magyar Nemzeti Galéria, Budapest

## Kötetei
- Herdboy Of Hungary (New York – London; Harper, 1932) / A kisbojtár (Budapest; R-Forma Kiadó, 1990)[4]
- Herdboy of Hungary (New York, 1932)
- Big Game Hunters (New York, 1936)
- The Secret of the Great Monkey (New York, 1938; Budapest, 1942)
- My Brothers and I (New York, 1940).